# 화도진중학교
화도진중학교(花島鎭中學校)는 대한민국 인천광역시 동구 화수동에 있는 공립 중학교이다.

## 학교 연혁
- 1991년 8월 10일 : 19개 교실 신축 공사
- 1992년 2월 25일 : 화도진중학교 15학급 인가
- 1992년 3월 1일 : 초대 이종백 교장 취임
- 1992년 3월 6일 : 신입생 782명(남 364명, 여 418명) 입학(15학급)
- 1995년 2월 16일 : 제1회 졸업식 (675명 남 251명, 여 424명)
- 2024년 1월 9일 : 제30회 졸업 119명(남 42명, 여 77명) 누적 8,959명 졸업
- 2024년 3월 1일 : 제14대 강석선 교장 취임
- 2024년 3월 4일 : 신입생 107명(남 52명, 여 55명) 입학 (5학급)

## 참고 자료
- 화도진중학교 - 한국교육학술정보원 학교알리미